# マッチング (統計学)
マッチング（Matching）は、処置とコントロール群（非処置群）とを比較して処置効果を評価する際に用いられる統計手法で、観察研究や準実験など処置（treatment）が無作為に割り付けられていない場合に用いられる。マッチングでは、処置効果を比較できるように、処置群の被験者のそれぞれに対して、コントロール群の中から同様の観測値を持つ被験者を 1 人または複数見つける。よく似た被験者同士をマッチングすることで、処置群とコントロール群の結果を比較して処置効果を推定した場合の交絡によるバイアス（偏り）を低減することができる   。初期のマッチング手法である傾向スコア・マッチングは、ルービン因果モデルの一部として開発されたが 、モデルの依存性、バイアス、非効率性、および検出力を高めることが示されており、他のマッチング方法と比較して推奨されなくなった 。
マッチングはドナルド・ルービンによって推進された 。経済学の分野では、LaLonde が実験に基づく処置効果の推定値をマッチング法による推定値と比較してバイアスがあることを示し、マッチング法を痛烈に批判した 。 Dehejia と Wahba（1999）は、LaLondeの批評を再検討し、マッチングが良い解決策であることを示した 。同様の批判が政治学や社会学のジャーナルで提起されている。

## 分析
アウトカムが 2 値変数の場合、マッチングしたデータを分析するための手法として、条件付きロジスティック回帰が最も広く用いられる。対応のある差の検定、マクネマー検定、コクラン-マンテル-ヘンツェル検定などの単純な検定が利用できる場合もある。
アウトカムが連続変数の場合、平均処置効果が推定される。
マッチングは回帰分析など他の手法で分析するための「前処理」として利用することもできる 。

## オーバーマッチング
オーバーマッチング（Overmatching）とは、中間因子（処置の影響を受け、さらにその結果としてアウトカムに影響を及ぼすもの）によるマッチングである。中間因子によって層別化されている場合、処置のアウトカムへの影響があいまいになる可能性が高くなる。オーバーマッチングはバイアスを引き起こす 。
例として、体外受精（IVF）という処置（治療）と周産期死亡率や出生時体重といったアウトカムとの関連を推定することを考える。体外受精は早産や多胎児のリスクを高め、その結果として周産期死亡率や出生時体重に影響する、という機序が想定される。中間因子である妊娠期間や胎児数がよく似た被験者同士がマッチングすると、体外受精によって早産や多胎児のリスクが高まることによるアウトカムへの影響が見えなくなってしまう 。
処置に関連した項目についてよく似た症例同士がマッチングされる。研究の外的妥当性を低下させるサンプリングバイアスと見なすことができる。